# Bergtjärnen (Karlskoga socken, Värmland, 657132-143032)
Bergtjärnen är en sjö i Karlskoga kommun i Värmland och ingår i Norrströms huvudavrinningsområde. Sjön är 7,9 meter djup, har en yta på 0,0437 kvadratkilometer och är belägen 130 meter över havet.